# Lijst van pianowerken van Anton Rubinstein
Dit artikel geeft een lijst van pianowerken van Anton Rubinstein.

## Werken voor piano
| #  | Voltooid in | Titel                                                     | Delen | Opusnummer   | Opmerkingen                                                                                         |
| -- | ----------- | --------------------------------------------------------- | --- | ------------ | --------------------------------------------------------------------------------------------------- |
| 1  | 1841-1842   | Ondine - Etude in Des groot                               | | 1            | |
| 2  | 1850        | Deux fantasies sur des chansons populaire russes          | 1. Вниз по матушке по волге (Langs Moeder Volga) (e klein) 2. Лучинушка (Luchinushka) (a klein) | 2            | |
| 3  | 1852        | Deux mélodies                                             | 1. in F groot 2. in B groot | 3            | |
| 4  | 1852        | Mazourka-Fantasie in G groot                              | | 4            | |
| 5  |             | Polonaise in c klein                                      | | 5 nr. 1      | |
| 6  |             | Cracovienne in Es groot                                   | | 5 nr. 2      | |
| 7  |             | Mazurka in E groot                                        | | 5 nr. 3      | |
| 8  | 1848        | Tarantelle in B groot                                     | | 6            | |
| 9  | 1845-1846   | Hommage à Jenny Lind in fis klein                         | | 7            | Airs suédois - bewerkt voor piano                                                                   |
| 10 | 1847        | Voix intérieures                                          | 1. Volkslied C-groot 2. Rêverie in f klein 3. Impromtu in A groot | 8            | |
| 11 | 1847        | Trois mélodies caractéristiques                           | 1. Chanson russe in g klein 2. Nocturne sur l'eau in A groot 3. La cataracte in e klein | 9            | voor piano vierhandig                                                                               |
| 12 | 1848        | Deux nocturnes                                            | 1. in F groot 2. in G groot | 10           | |
| 13 | 1848-1854   | Impromptu-Caprice in a-klein                              | | 7            | |
| 14 | 1853-1854   | Kammenoi-Ostrow - Album de 24 portraits                   | 1. H.F. in e klein 2. M.A. in F groot 3. B.P. in g klein 4. M.N. in As groot 5. Romance in F groot 6. A.D. in Bes groot 7. C.M. in Es groot 8. P. in a klein 9. S. in G groot 10. (niet getiteld) in f klein 11. (niet getiteld) in Es groot 12. (niet getiteld) in C groot 13. (niet getiteld) in F groot 14. (niet getiteld) in Es groot 15. (niet getiteld) in A groot 16. Romantique. Impromptu in F groot 17. (niet getiteld) in g klein 18. (niet getiteld) in cis klein 19. (niet getiteld) in d klein 20. (niet getiteld) in gis klein 21. (niet getiteld) in As groot 22. Rêve Angélique in Fis groot (ook gepubliceerd als: "La Gondolière") 23. (niet getiteld) in Fis groot 24. (niet getiteld) in G groot | 10           | |
| 15 | 1848-1854   | Sonata nr. 1 in E groot                                   | | 12           | Opgedragen aan Prins Vladimir Odojevskij                                                            |
| 16 | 1854        | Le Bal - Fantasie en 10 numéros                           | 1. Impatience in Bes groot 2. Polonaise in Es groot 3. Contredanse (avec Introduction et Coda) 1. in C groot 2. in F groot 3. in A groot 4. in D groot 5. in G groot 6. in C groot 4. Valse in As groot 5. Intermezzo in F groot 6. Polka in Es groot 7. Polka-Mazurka in F groot 8. Mazurka in D groot 9. Galopp in B groot 10. La Rêve in Bes groot | 14           | Opgedragen aan Prinses Sophie der Nederlanden                                                       |
| 17 | 1855        | Trois morceaux                                            | 1. Impromptu in F groot 2. Berceuse in D groot 3. Sérénade Espagnol in g klein | 16           | |
| 18 | 1848-1854   | Sonata nr. 2 in c klein                                   | | 20           | |
| 19 | 1855        | Trois caprices                                            | 1. Caprice I in Fis groot 2. Caprice II in d klein 3. Caprice III in Es groot | 21           | |
| 20 | 1855        | Trois sérénades                                           | 1. Sérénade in F groot 2. Sérénade russe in g klein 3. Sérénade in Es groot | 22           | |
| 21 | 1849-1850   | Six Etudes                                                | 1. in F groot 2. in C groot 3. in cis klein 4. in Es groot 5. in F groot 6. in G groot | 23           | |
| 22 | 1854-1855   | Six Preludes                                              | 1. in As groot 2. in F groot 3. in E groot 4. in b klein 5. in G groot 6. in c klein | 24           | Opgedragen aan Clara Schumann                                                                       |
| 23 | 1850        | Concerto nr. 1 in e klein                                 | 1. Moderato 2. Andante con moto 3. Con moto | 25           | voor piano en orkest                                                                                |
| 24 | 1854-1858   | Romance in F groot                                        | | 26 nr. 1     | |
| 25 | 1854-1858   | Impromptu in a klein                                      | | 26 nr. 2     | |
| 26 | 1856        | Nocturne in Ges groot                                     | | 28 nr. 1     | |
| 27 | 1856        | Caprice in Es groot                                       | | 28 nr. 2     | |
| 28 | 1851/1856   | Deux marches funèbres                                     | 1. Pour le convoi d'un artiste in f klein 2. Pour le convoi d'un héros in c klein | 29           | |
| 29 | 1852        | Barcarole in f klein                                      | | 30 nr. 1     | |
| 30 | 1856        | Allegro appassionato in d klein                           | | 30 nr. 2     | |
| 31 | 1851        | Concerto nr. 2 in F groot                                 | 1. Allegro vivace assai 2. Adagio non troppo 3. Moderato | 35           | voor piano en orkest                                                                                |
| 32 | 1856        | Akrostichon                                               | 1. L - in F groot 2. A - in g klein 3. U - in Bes groot 4. R - in d klein 5. A - in F groot | 37           | |
| 33 | 1855-1856   | Suite                                                     | 1. Prelude in D groot 2. Menuett in Es groot 3. Gigue in G groot 4. Sarabande in b klein 5. Gavotte in Fis groot 6. Passacaille in A groot 7. Allemande in E groot 8. Courante in a klein 9. Passepied in F groot 10. Bourrée in D groot | 38           | |
| 34 | 1855        | Sonata nr. 3 in F groot                                   | | 41           | |
| 35 | 1860        | Soirées à Saint Péterbourg - Six morceaux                 | 1. Romance in Es groot (dit stuk is ook gepubliceerd als een romance voor zang en piano onder de titel: Noch - tekst: A. Poeshkin) 2. Scherzo in a klein 3. Preghiera in Bes groot 4. Impromptu in G groot 5. Nocturne in F groot 6. Appassionato in b klein | 44           | |
| 36 | 1853-1854   | Concerto nr. 3 in G groot                                 | 1. Moderato assai 2. Moderato 3. Allegro non troppo | 45           | voor piano en orkest - (opgedragen aan: Ignaz Moscheles)                                            |
| 37 | 1854-1858   | Charakterbilder                                           | 1. Nocturne in E groot 2. Scherzo in F groot 3. Barcarole in g klein (dit stuk is ook gepubliceerd als versie voor piano tweehandig als Barcarole nr. 3, op. 50) 4. Capriccio in A groot 5. Berceuse in b klein 6. Marche in C groot | 50           | Zes stukken voor piano vierhandig                                                                   |
| 38 | 1857        | Six Morceaux                                              | 1. Mélancolie in g klein 2. Enjouement in Bes groot 3. Rêverie in a klein 4. Caprice in Des groot 5. Passion in F groot 6. Coquetterie in Bes groot | 51           | |
| 39 | 1856-1857   | Six Fugues en style libre, introduites de Préludes        | 1. in As groot 2. in f klein 3. in E groot 4. in b klein 5. in G groot 6. in c klein | 53           | |
| 40 | 1867        | Cinq Morceaux                                             | 1. Caprice in As groot 2. Nocturne in G groot 3. Scherzo in a klein 4. Romance in b klein 5. Toccata in d klein | 69           | |
| 41 | 1864        | Concerto nr. 4 in d klein                                 | 1. Moderato assai 2. Andante 3. Allegro | 70           | voor piano en orkest - (opgedragen aan: Ferdinand David)                                            |
| 42 | 1867        | Trois Morceaux                                            | 1. Nocturne in As groot 2. Mazurka in f klein 3. Scherzo in Des groot | 71           | |
| 43 | 1864        | Fantasie pour deux piano's in f klein                     | | 73           | |
| 44 | 1866        | Album de Peterhof - Douce Morceaux                        | 1. Souvenir in C groot 2. Aubade in Es groot 3. Marche funèbre in G groot 4. Impromptu in Es groot 5. Rêverie in d klein 6. Caprice russe in F groot 7. Pensées in fis klein 8. Nocturne in G groot 9. Prelude in D groot 10. Mazurka in d klein 11. Romanze in Bes groot 12. Scherzo in F groot | 75           | |
| 45 |             | Neuf pièces pour piano                                    | 1. Ballade 2. Variations sur l'air "Yankee Doodle" 3. Deux pièces 1. Doumka 2. Polonaise 4. Deux sérénade russe 1. in d klein 2. in a klein 5. Deux grandes Etudes 1. in d klein 2. in A groot 6. Scherzo 7. Cinquème Barcarole 8. Deux pièces 1. Nouvelle Mélodie 2. Impromtu 9. Miniatures a) Près du ruisseau b) Menuet c) Berceuse d) Hallali e) Sérénade f) L'Hermite g) El Dachtarane, marche orientale h) Valse i) Chevalier et Payse k) A la fenêtre l) Revoir m) Le Cortège | 93 nr. 1 - 9 | |
| 46 | 1874        | Concerto nr. 5 in Es groot                                | | 94           | |
| 47 | 1877        | Sonata nr. 4 in a klein                                   | | 100          | |
| 48 | 1879        | Bal costumé - suite de morceaux caractéristique           | 1. Introduction in D groot 2. Astrologue et Bohémienne, 16e eeuw in b klein 3. Berger et Bergère, 18e eeuw in G groot 4. Marquis et Marquise, 18e eeuw in Bes groot 5. Pêcheur napolitaine et Napolitaine, 18e eeuw in g klein 6. Chevalier et Châtelaine, 13e eeuw in Es groot 7. Toréador et Andalouse, 18e eeuw in c klein 8. Pélerin et Fantasie (Etoile du soir) in As groot 9. Polonais et Polonaise, 17e eeuw in C groot 10. Bojar et Bojarine, 16e eeuw in G groot 11. Cosaque et Petite-Russienne, 17e eeuw in e klein 12. Pacha et Almée, 18e eeuw in a klein 13. Seigneur et Dame, 16e eeuw aan het hof van Henri III in d klein 14. Sauvage et Indienne, 15e eeuw in bes klein 15. Patricien allemand et Demoiselle, 16e eeuw in Des groot 16. Chevalier et Soubrette, 18e eeuw in F groot 17. Corsaire et femme grecque, 17e eeuw in d klein 18. Royal Tambour et Vivandière, 18e eeuw in Bes groot 19. Troubadour et Dame souveraine, 13e eeuw in G groot 20. Danses (Finale) in G groot | 103          | voor piano vierhandig                                                                               |
| 49 | 1882-1885   | Morceaux                                                  | 1. Elegie in d klein 2. Variation in As groot 3. Etude in C groot 4. Barcarole nr. 6 in c klein 5. Impromptu in G groot 6. Ballade in a klein | 104          | |
| 50 | 1884        | Soirées musicales - 9 Morceaux                            | 1. Prelude in a klein 2. Valse in e klein 3. Nocturne in F groot 4. Scherzo in D groot 5. Impromptu in G groot 6. Rêverie-Caprice in g klein 7. Badinages (9 pièces) 1. in Des groot 2. in F groot 3. in d klein 4. in C groot 5. in Bes groot 6. in F groot 7. in bes klein 8. in Fis groot 9. in Des groot 8. Thème varié in D groot 9. Etude in Es groot | 109          | |
| 51 | 1890        | Deuxième Akrostichon                                      | 1. Andante con Moto in f klein 2. Allegretto in Des groot 3. Tempo di Mazurka in As groot 4. Adagio in c klein 5. Allegro non troppo in F groot | 114          | |
| 52 |             | Souvenir de Dresde - Six Morceaux                         | 1. Simplicitas in F groot 2. Appassionata in c klein 3. Novellette in A groot 4. Caprice in C groot 5. Nocturne in As groot 6. Polonaise in es klein | 118          | |
| 53 |             | Polka in C groot                                          | | 121          | |
|    |             |                                                           | Zonder opusnummers |              | |
| 54 |             | Barcarole nr. 2 in a klein                                | |              | dit stuk was ook gepubliceerd als op. 45 en later als op. 45b, het 3e Concerto voor piano en orkest |
| 55 |             | Barcarole nr. 4 in G groot                                | |              | |
| 56 |             | Barcarole nr. 6 in c klein                                | |              | |
| 57 |             | Bluette in As groot                                       | |              | |
| 58 |             | Etude nr. 1 (auf falsche Noten) in C groot                | |              | |
| 59 |             | Etude nr. 2 in C groot                                    | |              | |
| 60 |             | Etude nr. 3 in Es groot                                   | |              | Later in op. 109 opgenomen                                                                          |
| 61 | 1852        | Euphemie-Polka in Es groot                                | |              | |
| 62 | 1858        | Fantasie sur mélodies hongroises in bes klein             | |              | |
| 63 |             | Fingerübungen                                             | |              | |
| 64 |             | Lezginka uit de opera "De demon"                          | |              | |
| 65 | 1853        | Marie-Polka in Es groot                                   | |              | |
| 66 | 1843-1844   | Quatre Polka's                                            | 1. Amalie Polka in C groot 2. Henriette Polka in As groot 3. Flora Polka in Bes groot 4. Natalie Polka in Es groot |              | |
| 67 |             | Sérénade russe - composée pour l'Album Bellini in b klein | |              | |
| 68 |             | Lied van op. 105                                          | |              | bewerkt voor piano                                                                                  |
| 69 | 1847        | Lied van een bootsman                                     | |              | |
| 70 | 1850        | Trot de cavalerie                                         | |              | |
| 71 | 1891        | Valse in As groot                                         | |              | |
| 72 | 1870        | Valse-Caprice in Es groot                                 | |              | |
| 73 | 1849-1850   | Voix intérieures - vol. 2                                 | |              | |